# Bassaniana
Bassaniana is een geslacht van spinnen uit de  familie van de krabspinnen (Thomisidae).

## Soorten
- Bassaniana baudueri (Simon, 1877)
- Bassaniana decorata (Karsch, 1879)
- Bassaniana floridana (Banks, 1896)
- Bassaniana ora Seo, 1992
- Bassaniana utahensis (Gertsch, 1932)
- Bassaniana versicolor (Keyserling, 1880)